# Pavlica (Serbia)
Pavlica (cyr. Павлица) – wieś w Serbii, w okręgu raskim, w gminie Raška. W 2011 roku liczyła 109 mieszkańców.
W miejscowości znajduje się cerkiew dawnego monastyru (Nova Pavlica) oraz ruiny starszej cerkwi, wzniesionej na wzgórzu nad rzeką Ibar (Stara Pavlica).